# Kessens Peak
Der Kessens Peak ist ein 2660 m hoher Berg im westantarktischen Marie-Byrd-Land. In den La Gorce Mountains ragt er 8 km südöstlich des Mount Paine auf.
Der United States Geological Survey kartierte ihn anhand eigener Vermessungen und Luftaufnahmen der United States Navy aus den Jahren von 1960 bis 1963. Das Advisory Committee on Antarctic Names benannte ihn 1967 nach Gerard R. Kessens, Luftbildfotograf bei der Navy-Flugstaffel VX-6 während der Operation Deep Freeze der Jahre 1966 bis 1967.